# マイクロシリンジ
マイクロシリンジ（micro syringe）とは、化学分析などに用いられる、試料を分析機器に注入するための器具である。注射器に類似した形状をしており、試料溶液、試料ガスなどを吸い上げ、一定量を機器に注入するのに用いられる。

## 構造
本体は注射器に類似した形状をしており、針が取り付けられたシリンジ部とプランジャーから構成されている。プランジャーを引くことでシリンジ内に試料溶液や試料ガスが吸い上げられ、押すことで排出される。
ほとんどの場合、シリンジ部には目盛りがつけられており、一定量を計量できるようになっている。
容量は様々であるが、数μL単位から、数百μLのものまで幅広い。
高速液体クロマトグラフィーやガスクロマトグラフィーに試料を注入するのに使用されることが多い。
一定量を採取する前提の場合や、プランジャー自体が細くデリケートな低容量のマイクロシリンジにはプランジャーの抜け落ちやプランジャーの押し込み操作の失敗による曲がりなどを防止するためのガイドを取り付けて使用することも多い。

## 用法
使用者は試料で何度か内部を共洗いした後、注入する量より多めに試料を吸引する。その後注入量まで試料を排出、針先の余分な試料を除去した後、針の部分を分析機器の試料導入口に差し込んでプランジャーを押し、機器内に試料を注入する。

## 種類
針先端の形状により、針の先端が直角にカットされている液体クロマトグラフィー用と、鋭角にカットされているガスクロマトグラフィー用の二種がある。
鋭角にカットされたものを液体クロマトグラフィーに用いると、導入部の奥に当たり傷をつけるため使用しない。
また、ガスクロマトグラフィーの導入部には気密性を高めるため、ゴムなどのセプタムが取り付けられており、直角にカットされたものではそれを刺し通せないため使用できない。